# جمال فرحان
جمال فرحان ، لاعب كرة قدم سعودي سابق.
ابن أحد شيوخ قبائل عنزة وهي قبيلة الاشاجعه
و قد كان يلعب مع نادي الاتحاد السعودي.
و قد لعب مع منتخب السعودية لكرة القدم.
اشتهر بضربة للحكم البلجيكي الذي ادار لقاء المنتخب السعودي ضد المنتخب الكويتي في تصفيات كأس العالم للمنتخبات العسكرية بالإمارات
بعد أن قام الحكم بطرده في أول اللقاء ثم قام بطرد اللاعب سمير عبد الشكور قبل النهاية بعشر دقائق ليتسلل جمال فرحان من بين اللاعبين
موجهاً لكمة خاطفة للحكم اسقطته ارضاً لتنتهي بعدها المباراة. عوقب على اثر هذه الحادثة من قبل الاتحاد السعودي لكرة القدم
بشطب اللاعب من تمثيل المنتخبات السعودية. وقد اصدر الاتحاد الدولي لكرة القدم قرارا بمنع جلوس اللاعب المطرود بالكرت الأحمر في دكة الاحتياط ولكنه لم يطبق بحذافيره فطبق بعد الحادثة.